# Franc Škerlj
Franc Škerlj (nascido em 6 de maio de 1941) é um ex-ciclista iugoslavo, que competia em provas do ciclismo de estrada.
Representando a Iugoslávia, participou nos Jogos Olímpicos da Cidade do México 1968, onde terminou em 16º no contrarrelógio por equipes (100 km).